# DF Concerts
DF Concerts (ehemals als Dance Factory Concerts bekannt) ist ein schottischer Promoter der verantwortlich für Großveranstaltungen wie T in the Park, The Edge Festival und Connect ist, sowie für die Planung von vielen internationalen Künstlern an den Schauplätzen im ganzen Land. DF Concerts organisierte die päpstliche Messe in Bellahouston Park während des Besuches des Papstes Benedikt XVI. im Jahr 2010.
DF Concerts besitzt und verwaltet auch den Klub King Tut's Wah Wah Hut in Glasgow.
Das Unternehmen ist eines der drei wichtigsten Promotionunternehmen in Schottland, neben Regular Music und CPL (Cathouse Promotions Limited).
Der bisherige CEO von DF Concerts ist Geoff Ellis, der Festivaldirektor von T in the Park. Seit 2008 ist DF Concerts Mehrheitseigner von LN-Gaiety Investments, einem Joint Venture von Live Nation und Denis Desmond, einem irischen Musikpromoter.